# Лех леха
Недельная глава «Лех Леха» (Лех лехо) (ивр. לך לך‎ — «Иди») — недельная глава, 3-я по счету глава Торы — расположена в первой книге «Берешит». Свое название, как и все главы, получила по первым значимым словам текста (Вайомер ха-шем эль Аврам: Лех-леха меарцеха — «И сказал Господь Авраму — иди из страны твоей»). В состав главы входят стихи от Берешит гл. 12, стих 1 — по главу 17, стих 27.

## Краткое содержание главы
Бог повелевает Авраму: «Иди из земли твоей, из родины твоей и из дома отца твоего — в землю, которую Я тебе покажу!» Именно там, говорит Всевышний, он сделается великим народом. Аврам и его жена Сарра вместе с его племянником Лотом отправляются в землю Ханаан, где Аврам возводит жертвенник Всевышнему и продолжает распространять среди людей знание о Едином Боге (Избрание Авраама описывается в стихах 12:1-13:18).
Разразившийся голод вынуждает Аврама отправиться в Египет, где он и Сара называют себя братом и сестрой. Благодаря этому Аврам избегает гибели, но прекрасную Сару забирают во дворец фараона. Кара, ниспосланная свыше, не позволяет ему притронуться к Саре, и вынуждает его возвратить её Авраму и в качестве компенсации одарить его золотом, серебром и стадами скота.
По возвращении в землю Ханаан Лот отделяется от Аврама и поселяется в развращенном городе Содом. Там он оказывается в плену, когда войска месопотамского царя Кедарлаомера и его трех союзников завоевывают пять городов-государств долины Содома. Аврам с небольшой группой соратников отправляется в погоню, чтобы вызволить своего племянника, разбивает четырёх царей и получает вслед за тем благословение от Малкицедэка, царя Шалема (Иерусалима) (война Авраама с царями описывается в стихах 14:1-14:24).
Бог заключает с Аврамом союз, в котором ему обещается потомство, предрекается изгнание и лишения еврейского народа, а Святая Земля посвящается народу Израиля как вечное наследие («Союз меж рассечённых частей» описывается в стихах 15:1-15:21).
Спустя десять лет после прихода в землю Ханаан все ещё бесплодная Сара говорит Авраму жениться на её служанке Агари. Забеременев, Агарь теряет уважение к своей госпоже, а затем убегает, когда Сара ведёт себя с ней сурово. Ангел велит ей вернуться и сообщает, что её сын станет родоначальником многочисленного народа. На 86 году жизни Аврама Агарь рождает ему сына Ишмаэля (Про Агарь и Ишмаэля рассказывается в стихах 16:1-16:16).
Тринадцать лет спустя Бог изменяет имя Аврама на Авраам («отец множества народов»), а имя Сара («Сарай» др.-евр. שרי‬ — «моя госпожа») на Сарра (др.-евр. שרה‬ «владычица») и обещает, что у них родится сын, которого они должны будут назвать Ицхак («рассмеётся»), от которого произойдет великий народ, с которым Бог заключит Свой особый союз («завет», «брит» др.-евр. ברית‬ ).
Авраам получает повеление сделать обрезание себе и домочадцам, а также заповедь об обрезании своего потомства как «знак союза между Мною и тобой» (про Союз обрезания рассказывается в стихах 17:1-17:27).

## Дополнительные факты
Глава разделена на семь отрывков (на иврите — алиёт), которые прочитываются в каждый из дней недели, с тем, чтобы в течение недели прочесть всю главу
- В воскресенье читают псуким с 12:1 по 12:13
- В понедельник читают псуким с 12:14 по 13:4
- Во вторник читают псуким с 13:5 по 13:18
- В среду читают псуким с 14:1 по 14:20
- В четверг читают псуким с 14: 21 по 15:6
- В пятницу читают псуким с 15:7 по 17:6
- В субботу читают псуким с 17:7 по 17:27

В понедельник и четверг во время утренней молитвы в синагогах публично читают отрывки из соответствующей недельной главы. Для главы «Лех леха» это псуким с 12:1 до 12:13
В субботу, после недельной главы читается дополнительный отрывок — гафтара — из книги пророка Йешаяу (псуким 40:27—41:16)